# Emanuele Bindi
Pour les articles homonymes, voir Bindi (homonymie).
Emanuele Bindi, né le 7 octobre 1981 à Pistoia, est un coureur cycliste italien. 

## Biographie
Emanuele Bindi devient professionnel en 2006 en signant pour l'équipe OTC Doors - Lauretana. Il est impliqué dans l'affaire Mantoue en 2008, concernant le dopage de l'équipe Lampre.

## Palmarès
- 1997
  - 3e de la Coppa d'Oro
- 2000
  - Trofeo Buffoni
- 2003
  - 5e étape du Ruban granitier breton
  - Gran Premio Comune di Cerreto Guidi
- 2004
  - Circuit de Cesa
- 2005
  - Gran Premio Calzifici e Calzaturifici Stabbiesi
  - Giro del Pratomagno
  - Trofeo Martiri dell'Oreno
  - Gran Premio Coop Levane
  - Gran Premio Confezioni Santini Ardelio
  - Gran Premio Comune di Cerreto Guidi
  - 3e du Grand Prix de Poggiana
- 2007
  - 3e du Giro del Mendrisiotto

## Résultats sur le Tour d'Espagne
2 participations
- 2008 : 129e
- 2009 : 128e

## Classements mondiaux
| Année           | 2005 | 2006   | 2007 | 2008 | 2009 | 2010 | 2011   |
| --------------- | ---- | ------ | ---- | ---- | ---- | ---- | ------ |
| UCI Europe Tour | 793e | 1 332e | 712e |      |      |      | 1 172e |